# Прагматема
Прагматема (англ. pragmateme) или прагматическая фразема (англ. pragmatic phraseme) — завершённая речевая последовательность, однозначно идентифицирующая определённый сегмент отображаемой внеязыковой действительности с точки зрения места, времени, участников события, авторской модальности. Термин был введён И. А. Мельчуком.
Мельчук делит всё множество фразем на четыре типа:
- Идиома
- Коллокация (Collocation)
- Прагматема
- Клише

## Исследование
Исследование русских лингвистов в области фразеологии сильно повлияло на мировую науку. В работе Пола Коуи «Фразеология: теория, анализ и применения» исследуются подходы к классификации фразем на типы.
Термин «прагматема» прижился и применяется другими лингвистами для характеристики определённого типа фразем в русском языке.

## Примеры
В качестве примера можно привести фразы «Стой! Кто идёт?» в армии и «Вас понял!» в радиопереговорах.